# Woord (Wijchen)
Woord is een voormalig gehucht in de Gelderse gemeente Wijchen. Het lag ten zuiden van het Wijchens Meer. Het gehucht is door de ontwikkeling van Wijchen-Zuid, met name de buurt Elshof, van de kaart verdwenen. In het uiterste zuiden van de buurt is het nog herkenbaar in het landschap.

## Geschiedenis en etymologie
Er wordt al melding gemaakt van Woord in 1274, toen nog Warde genoemd. De naam verwijst hier naar het laaggelegen land nabij de rivier. De toponiem waard heeft dezelfde betekenis. Een andere plaats in de regio met dezelfde betekenis is Woerd, een plaats in de gemeente West Maas en Waal.